# In the Heat of the Night (Sandra)
In the Heat of the Night è un singolo della cantante tedesca Sandra, pubblicato nel 1985 dall'etichetta discografica Virgin.

## Storia
La canzone è stata estratta dall'album di debutto della cantante, The Long Play, ed è uno dei suoi maggiori successi commerciali. È stata scritta da Michael Cretu, Hubert Kemmler, Markus Löhr e Klaus Hirschburger e prodotta da Michael Cretu.
Negli anni successivi la canzone è stata ripubblicata in diverse raccolte della cantante, anche in versioni remix o reincise.

## Tracce
7" Single (Virgin 107 760)
1. In the Heat of the Night – 3:48
2. Heatwave (Instrumental) – 3:48

12" Maxi (Virgin 602 051)
1. In the Heat of the Night (Extended Version) – 7:32
2. Heatwave (Instrumental) – 3:48

## Classifiche
| Classifica (1985) | Posizione raggiunta |
| ----------------- | ------------------- |
| Svizzera          | 2                   |
| Germania          | 2                   |
| Svezia            | 2                   |
| Francia           | 5                   |
| Austria           | 6                   |
| Italia            | 7                   |
| Paesi Bassi       | 13                  |